# Luftova zahrada
Luftova zahrada je dvouhektarová zahrada v Plzni-Doudlevcích, která je umístěna nad řekou Radbuzou, nedaleko Památníku obětem zla. Nese status významného krajinné prvku a je součástí regionálního biokoridoru ÚSES. Zahradu založili v letech 1886–1909 manželé Burgerovi. V roce 1912 vdova Burgerová odkázala zahradu synovci právníku Vilému Luftovi, který ji začal upravovat do podoby rezidenční zahrady. Chtěl zde postavit i vilu, ale na tu nikdy nedostal od stavebního úřadu povolení.
Po smrti Viléma Lufta ji od roku 1920 spravovala vdova Marie Luftová a zahradní rybníky začal využívat Stanislav Luft (bratr Viléma Lufta) jako mezisklad ryb. Po válce chtěla Marie zahradu věnovat příbuzným, ale pod hrozbou vyvlastnění ji byla nakonec v roce 1959 donucena prodat státu. Zahrada poté začala pustnout a teprve od roku 1996 ji Správa městského statku města Plzně postupně obnovuje. Zahrada je volně přístupná pouze každou první středu v měsíci.
Na zahradě se nachází dvě jezírka, řada vzácných a exotických dřevin (např. cypřišek Lawsonův či metasekvoje čínská), altánek a sochařská výzdoba od plzeňského sochaře Otokara Waltra. Vlhké prostředí zahrady dává vyniknout vlhkomilné vegetaci, vodním a obojživelným živočichům (např. užovka podplamatá), ptákům (ledňáček, volavka apod.) a savcům.
Jedná se o příklad zahradního umění z období První republiky v plzeňském regionu.

## Galerie

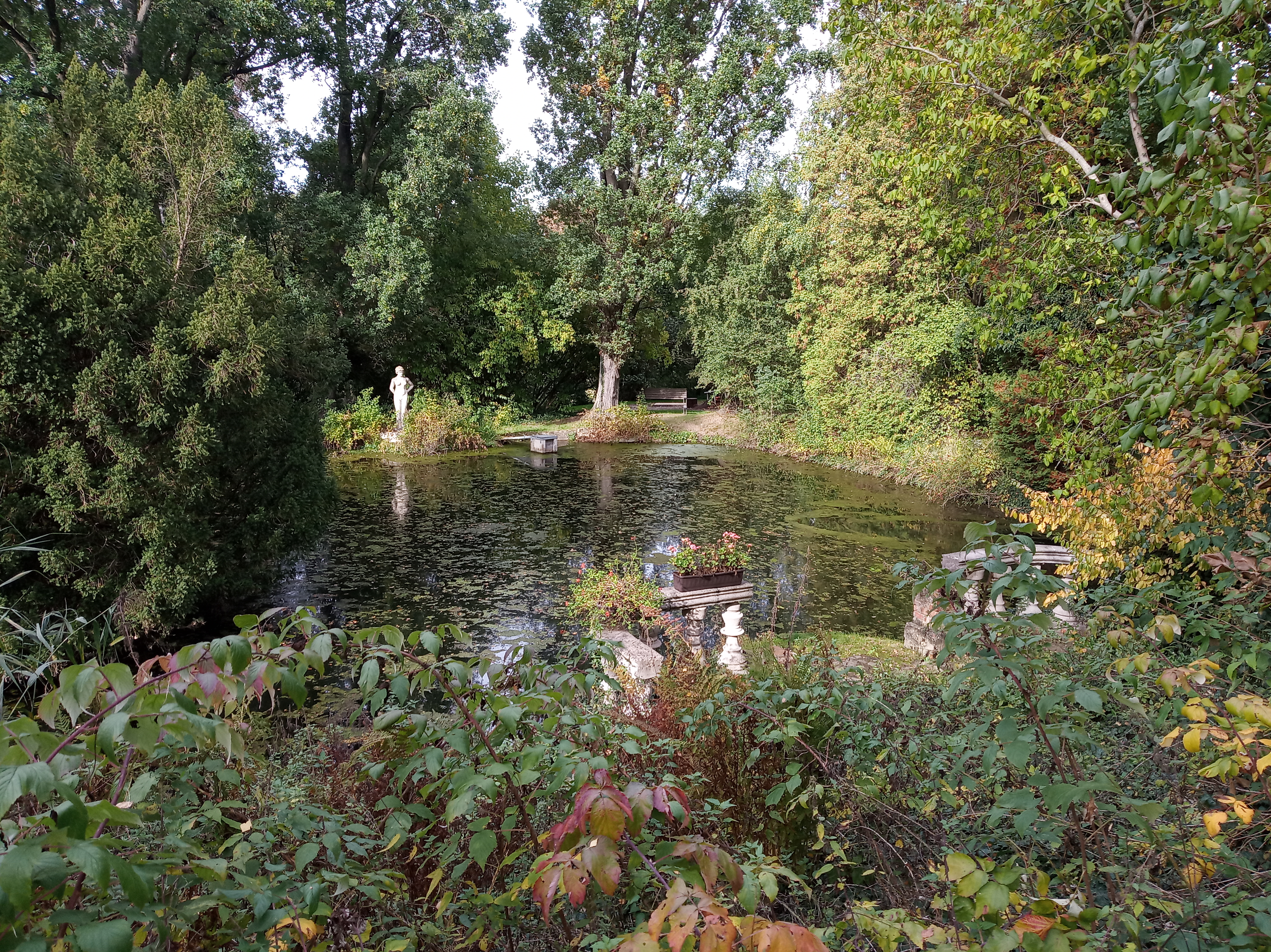
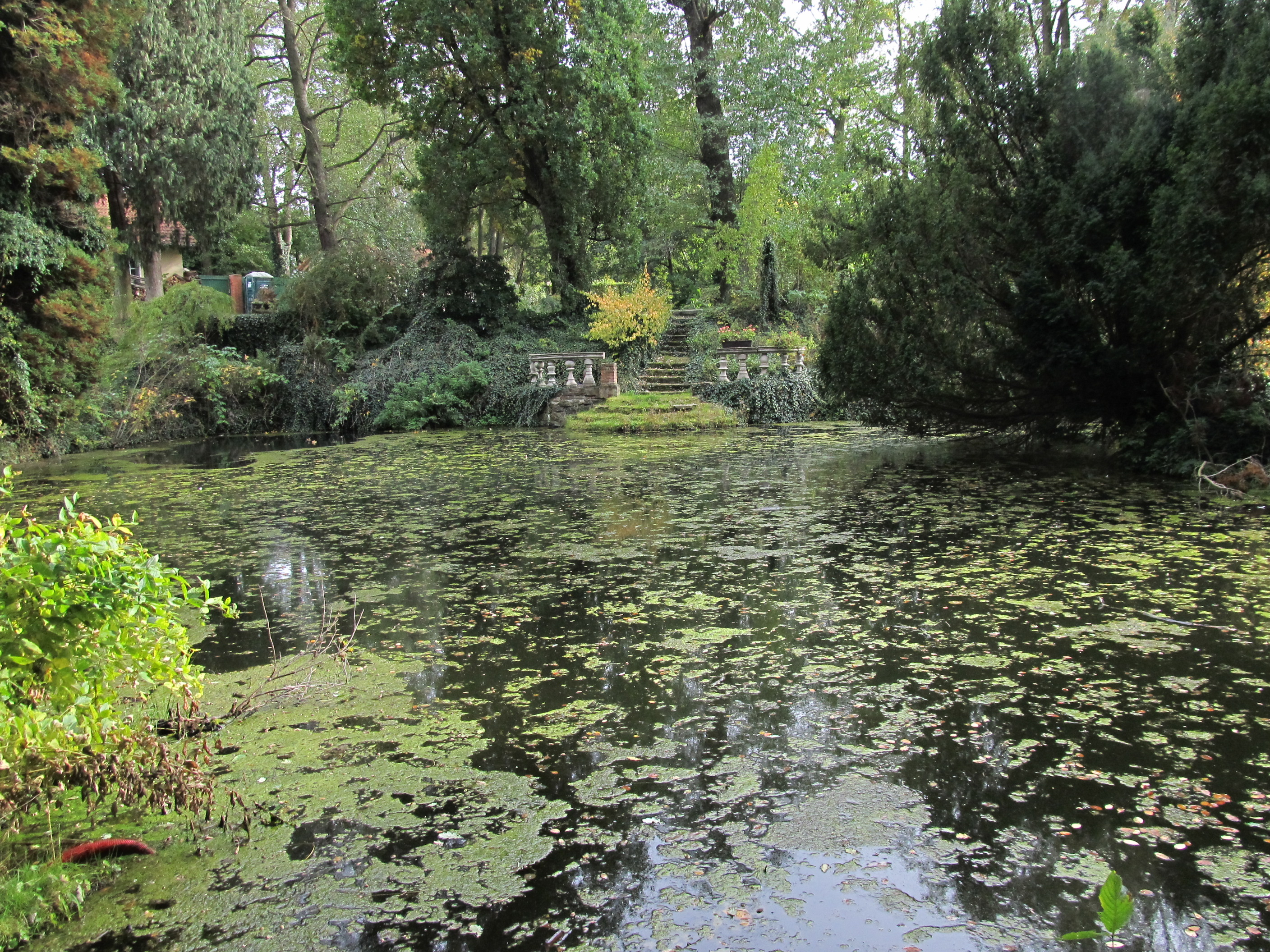
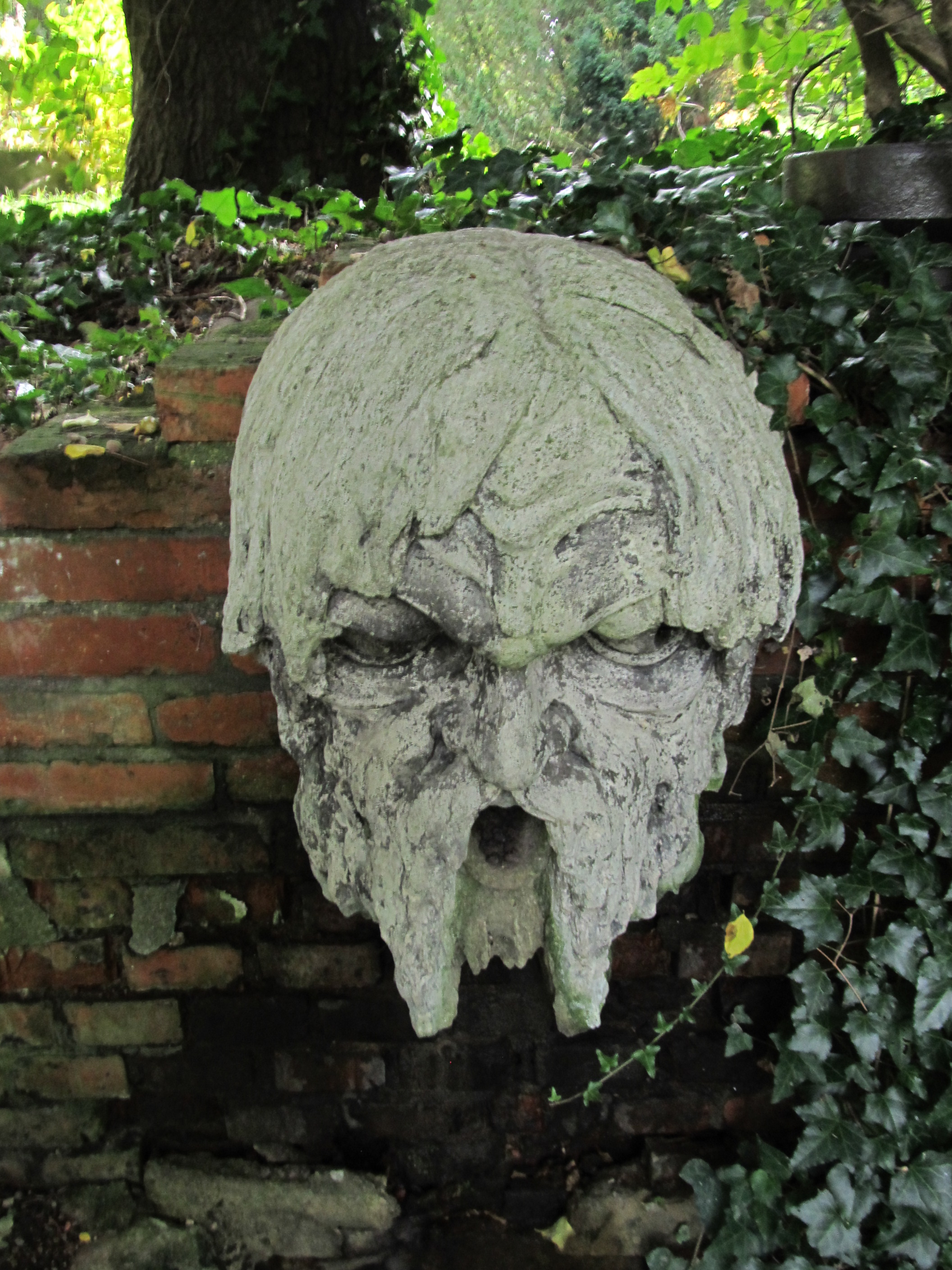
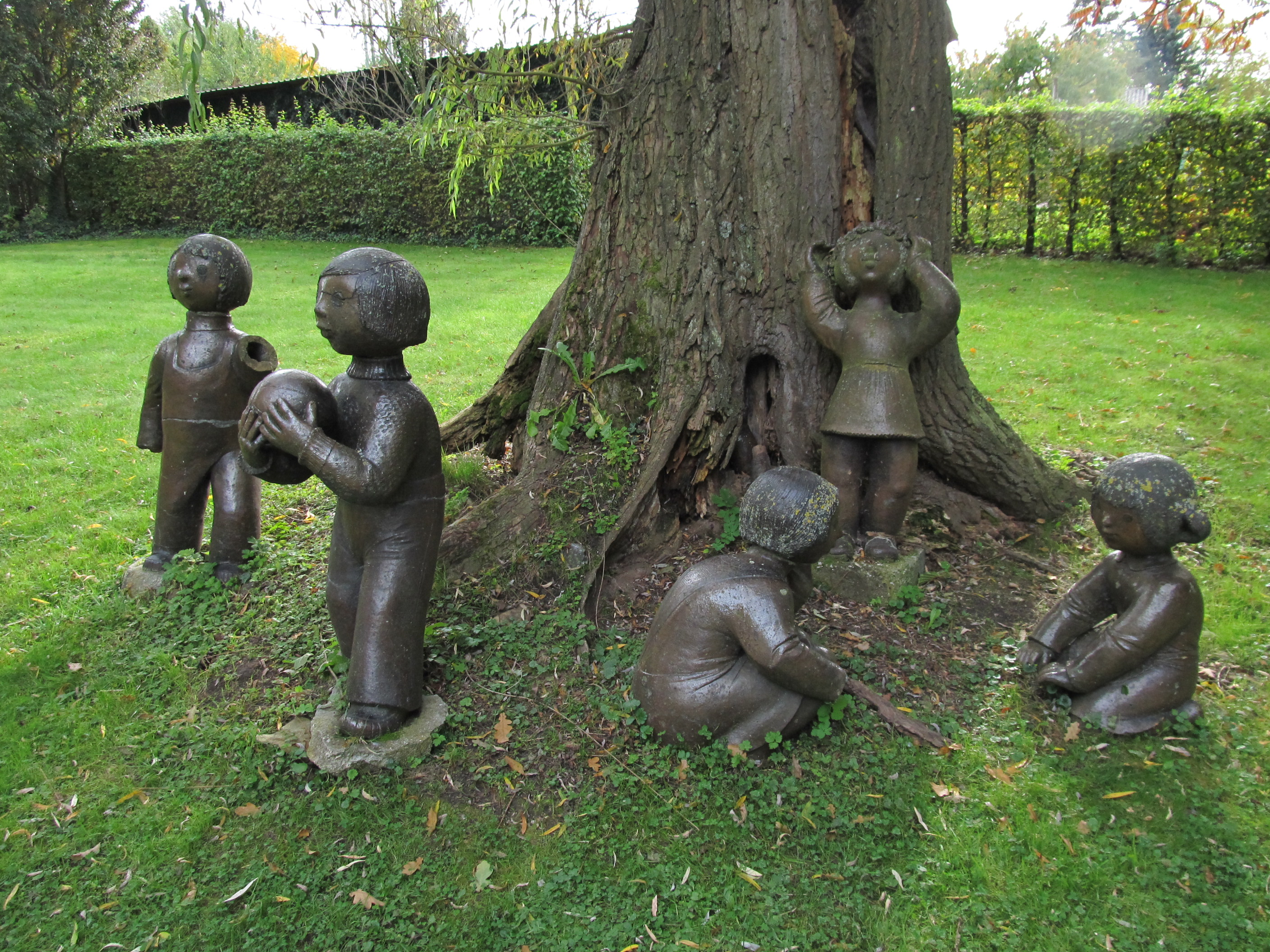